# مارية تيريزا كامبوس
مارية تيريزا كامبوس (بالإسبانية: María Teresa Campos Luque)‏ هي مقدمة تلفزيونية وكاتِبة وصحفية إسبانية، ولدت في 18 يونيو 1941 في تطوان في المغرب.

## وصلات خارجية
- مارية تيريزا كامبوس على موقع IMDb (الإنجليزية)
- مارية تيريزا كامبوس على موقع ديسكوغز (الإنجليزية)
- مارية تيريزا كامبوس على موقع قاعدة بيانات الفيلم (الإنجليزية)